# Schelle
Schelle è un comune belga di 7 914 abitanti nelle Fiandre (Provincia di Anversa).